# Tanganyika (territorium)
Tanganyika was een Brits mandaatgebied en later trustschap, dat ongeveer overeenstemt met het vasteland van het hedendaagse Tanzania, dus zonder de eilanden Unguja en Pemba, welke samen Zanzibar heten.

## Geschiedenis
Het gebied was voor de Eerste Wereldoorlog een Duitse kolonie onder de naam Duits-Oost-Afrika. Volgens het Verdrag van Versailles werd Duits-Oost-Afrika opgedeeld in verschillende delen, waarvan het grootste deel een Brits mandaatgebied werd onder de naam Tanganyika. Hierbij werd ook het links rijden ingevoerd.
Na de afschaffing van de Volkenbond en de oprichting van de Verenigde Naties werd Tanganyika een trustschap. In mei 1961 verkreeg het zelfbestuur, en in december van dat jaar werd het een onafhankelijk land met de naam Tanganyika. In december 1962 werd het land, dat daarvoor koningin Elizabeth II van het Verenigd Koninkrijk als staatshoofd had, een republiek onder de naam Republiek Tanganyika.
Brits-Kameroen · Brits-Togoland · Frans-Kameroen · Frans-Togoland · Nauru · Nieuw-Guinea (een onderdeel van het Territorium Papoea en Nieuw-Guinea) · Ruanda-Urundi · Somalië · Tanganyika · Trustschap van de Pacifische Eilanden · West-Samoa